# 나라심하굽타
나라심하굽타(굽타 문자 : )는 굽타 제국의 황제이다. 그는 푸루굽타의 아들이었고 아마도 부다굽타의 후계자였을 것이다.

## 후나족을 격퇴시키다
당나라 승려 현장에 따르면 당시 나라심하굽타는 후나왕 미히라쿨라에게 경의를 표해야 했다.
현장은 결국 나라심하굽타가 말와의 야소다르만과 함께 알촌 훈족을 북인도 평원에서 몰아냈다고 전하고 있다. 한 세기 후인 서기 630년에 현장은 자신의 저서에서 미히라쿨라가 발디티야(굽타의 통치자 나라심하굽타 발라디티야일 수도 있음)라는 마가다의 왕이 피신한 섬을 제외한 모든 인도를 정복했지만, 미히라쿨라는 나중에 목숨을 건진 인도 왕에 의해 마침내 사로잡혔다고 기록했다. 그 후 미히라쿨라는 왕위를 탈환하기 위해 카슈미르로 돌아갔다고 한다.
나라심하굽타의 말와 총독이었던 바누굽타도 이 분쟁에 연루되었을 수 있다.

## 슈라마나적 자선 활동
굽타 왕조는 전통적으로 힌두 왕조였다. 그러나 후대의 작가 파라마르타는 나라심하굽타 발라디티야가 대승 불교 철학자 바수반두의 영향을 받아 성장했다고 주장한다. 그는 날란다에 가람을 세웠고, 또한 300피트(91미터) 높이의 비하라와 불상을 만들었는데, 현장에 따르면 그 불상은 "보리수 아래에 세워진 위대한 비하라"와 유사하다고 한다. 대방광보살장문수사리근본의궤경(c. 800년경)에 따르면, 나라심사굽타 왕은 출가해 승려가 되었고, 참선을 통해 세상을 떠났다고 한다.
현장도 가람 건설을 의뢰한 발라디티야의 아들 바즈라가 "신앙에 대한 확고한 마음을 가지고 있었다"고 언급했다.:45 :330
그의 점토 인장은 날란다에서 발견되었다. 날란다 인장에 언급된 그의 왕비의 이름은 슈리미트라데비이다. 그의 아들 쿠마라굽타 3세가 그의 뒤를 이었다.

## 주화

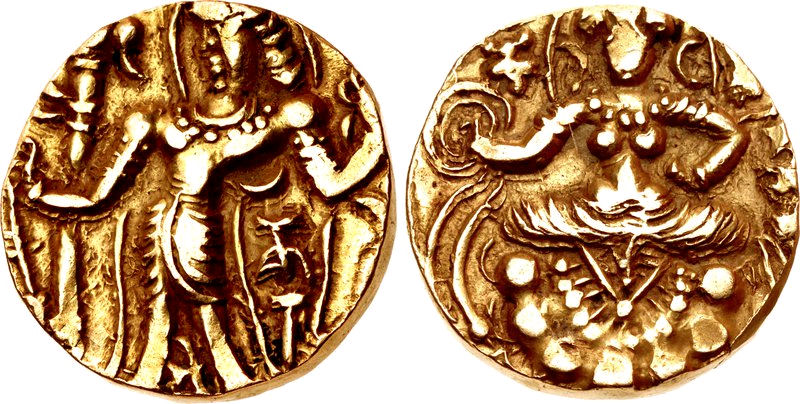
나라심하굽타 발라디티야의 주화, 서기 495-530년경.
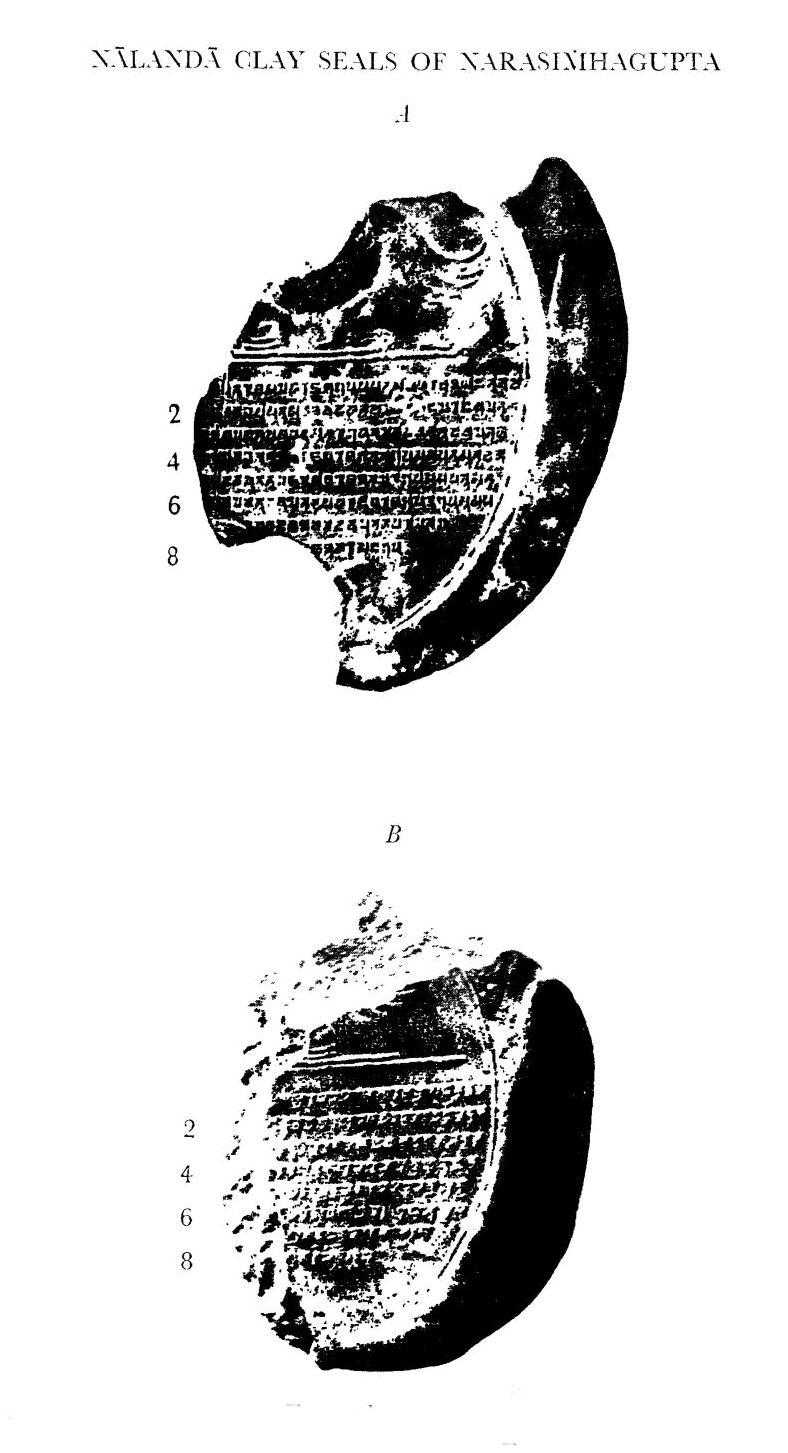
나라심하굽타의 날란다 인장.
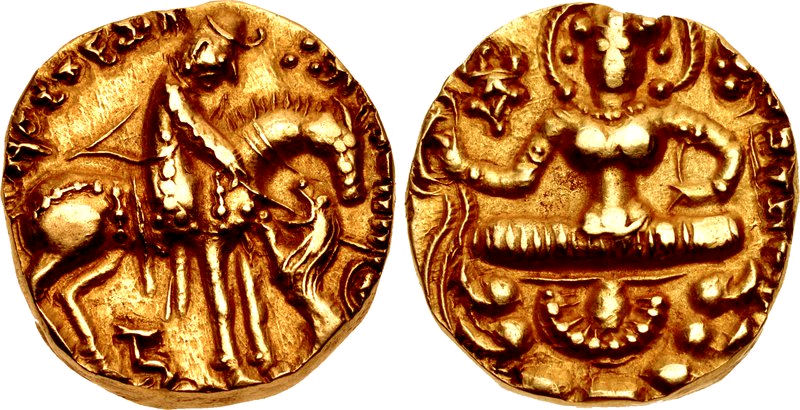
나라심하굽타 발라디티야와 같은 동시대 굽타 주화에서 영감을 받아 제작된, 락슈미를 역으로 한 동시대 알촌 훈족의 왕 토라마나의 금화(약 490-515년경).